# Alexander Hislop

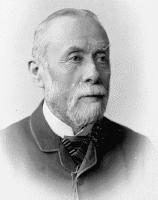
Alexander Hislop

Alexander Hislop (* 1807 in Duns, Berwickshire; † 13. März 1865 in Arbroath) war ein Pastor der Free Church of Scotland. Er wurde durch Veröffentlichungen bekannt, in denen er die Römisch-katholische Kirche als heidnisch angriff.

## Leben
Alexander Hislop war ein Sohn von Stephen Hislop († 1837), einem Maurer und Ältesten der Relief Church. Alexanders Bruder, der ebenfalls den Namen Stephen Hislop trug (1817–1863), wurde als Indienmissionar und Naturalist bekannt.
Alexander war zunächst Gemeindeschuldirektor in Wick (Highlands, Caithness). 1831 heiratete er Jane Pearson. Eine Zeitlang arbeitete er als Herausgeber des Scottish Guardian. Als Vikar (probationer) der Church of Scotland entschied er sich bei der Kirchenspaltung 1843 für die Free Church of Scotland. 1844 wurde er zum Pastor der East Free Church in Arbroath ordiniert, 1864 wurde er Senior Pastor. Ein Jahr später starb er nach zwei Jahren Krankheit an einem paralytischen Schlaganfall.

## The Two Babylons

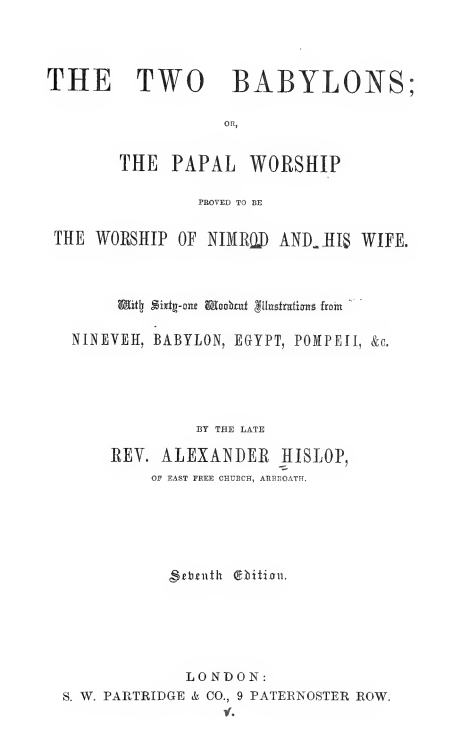
The Two Babylons: Papal worship Revealed to be the worship of Nimrod and His wife

Hislop schrieb mehrere Bücher. Am bekanntesten wurde sein Werk The Two Babylons: Papal worship Revealed to be the worship of Nimrod and His wife (Die zwei Babylons: Verehrung des Papstes enthüllt als Verehrung von Nimrod und seiner Gemahlin). Das Buch wurde ursprünglich 1853 als Traktat veröffentlicht und erschien nach grundlegenden Überarbeitungen und Erweiterungen 1858 als Buch. 

### Inhalt
Hislop stellt die Behauptung auf, dass die katholische Kirche ein babylonischer Mysterienkult sei, wohingegen die Protestanten das wahre Christentum verträten. Die katholischen Religionspraktiken seien tatsächlich heidnische Praktiken, die dem Christentum während der Regierung des Kaisers Konstantin aufgepfropft worden seien. Zu diesem Zeitpunkt sei die Mischung der römischen Staatsreligion und deren Anbetung der Mutter und des Kindes auf das Christentum übertragen worden, wobei eine Vermischung mit heidnischer Mythologie stattgefunden habe. Die Göttin sei in „Maria“ und der Knabe („Jupiter-Puer“, „der Knabe Jupiter“) in Jesus umbenannt worden.
Die Verehrung von Venus oder Fortuna sei die römische Form des noch älteren babylonischen Kults der Ištar gewesen, deren Ursprung auf Semiramis zurückgehe.
Semiramis sei eine außerordentlich schöne, blonde, blauäugige, weiße Frau gewesen, die einen Sohn namens Nimrod geboren habe, einen großen, hässlichen, schwarzen Mann, und ihn später geheiratet habe, um so Babylon und seine Religion samt einer angeblichen Jungfrauengeburt zu gründen. Dies sei eine von Satan veranlasste „Vorschattung“  der Geburt Christi gewesen. Später sei Nimrod getötet worden, und Semiramis habe behauptet, dass das Kind, das sie kurz darauf geboren habe, die Wiedergeburt Nimrods gewesen sei.
Der Kult und die Verehrung der Semiramis hätten sich weltweit ausgebreitet, wobei sich ihr Name mit der jeweiligen Kultur geändert habe. In Ägypten sei sie Isis, in Griechenland und Rom Venus, Diana, Athena und eine Reihe anderer Göttinnen gewesen, aber überall sei sie angebetet worden und für den Glauben zentral gewesen, der jeweils auf der babylonischen Mysterienreligion beruht habe.
Konstantin habe zwar behauptet, zum Christentum konvertiert zu sein, er sei aber ein Heide geblieben und habe nur die Götter und Göttinnen mit christlichen Namen benannt, um die beiden Religionen unter Satans Anleitung zu seinem politischen Vorteil zu vereinigen.

### Kritik
Das Buch wurde vielfach für seinen Mangel an Beweisen kritisiert und widerspricht in vielen Fällen den aktuellen Erkenntnissen. So hat die römische Staatsreligion vor dem Christentum keine zentrale Muttergöttin verehrt und Jupiter wurde nie „Jupiter-Puer“ genannt. Ebenso hat Semiramis Jahrhunderte nach Nimrod gelebt und konnte weder seine Mutter gewesen sein noch ihn geheiratet haben. Außerdem zieht Hislop nicht akzeptable sprachliche Verbindungen und macht unlogische Wortspiele. So sollen sich die Buchstaben IHS, die in der katholischen Heiligen Kommunion auf den Hostien stehen, auf Isis, Horus und Seth beziehen; in Wirklichkeit handelt es sich aber um eine Abkürzung für IHSOUS, die latinisierte Schreibweise des Namens Jesus im Griechischen (ἰησοῦς, in Großbuchstaben: ΙΗΣΟΥΣ). Im Volksmund stehen die Buchstaben auch für „Iesus Hominum Salvator“ („Jesus Retter der Menschheit“). 
Wenn Hislops Kritik berechtigt wäre, würde sein Buch die christlichen Traditionen in ihrer Gesamtheit diskreditieren, da die Standpunkte, die es bei der katholischen Kirche angreift, auch von einigen Protestanten vertreten werden.
Trotz zahlreicher Kritiken wird Hislops Buch immer noch von vielen als ein maßgebliches Werk protestantischer Apologetik angesehen. Hislop ist eine beliebte Quelle für Jack Chick, der Nachdrucke seines Buches erstellen ließ, und für Dave Hunt, der zuweilen auf Hislop hinweist.
2011 erschien eine kritische Ausgabe des Werkes mit Kommentaren von Ralph Woodrow und Eddy Lanz.

## Veröffentlichungen
- Christ’s Crown and Covenant: or national covenanting essentially connected with national revival, Arbroath und Edinburgh 1860.
- Infant Baptism, according to the Word of God and confession of faith. Being a review, in five letters, of the new theory of Professor Lumsden, as advocated in his treatise entitled, “Infant baptism: its nature and objects”, Edinburgh 1856
- The Light of Prophecy let in on the dark places of the Papacy, Edinburgh 1846 (Auslegung von 2. Thess 2,3–12).
- The Moral Identity of Babylon and Rome, London 1855.
- The Red Republic; or Scarlet Coloured Beast of the Apocalypse, Edinburgh 1849.
- The Rev. E.B. Elliott and the “Red Republic”, Arbroath um 1850.
- The Scriptural Principles of the Solemn League and Covenant: in their bearing on the present state of the Episcopal churches, Glasgow 1858.
- The Trial of Bishop Forbes, Edinburgh 1860 (Erzählung aus der East Free Church in Arbroath).
- Truth and Peace (in reply to a pamphlet, entitled “Charity and mutual forbearance” by “Irenicus”), Arbroath 1858.
- The Two Babylons; or, the Papal Worship proved to be the worship of Nimrod and his wife, Edinburgh 11853, 21858, ISBN 1-881316-36-X
- Unto the Venerable the General Assembly of the Free Church of Scotland: the petition of the undersigned, Edinburgh 1860 (die Arbeit bezieht sich auf James Lumsdens Infant Baptism; Hislop gehörte zu den Unterzeichnern der Petition).